# 可兒川站
可兒川站（日语：／ Kanigawa eki */?）是位於岐阜縣可兒市土田北割田，名古屋鐵道（名鐵）的廣見線車站。車站編號為HM04。

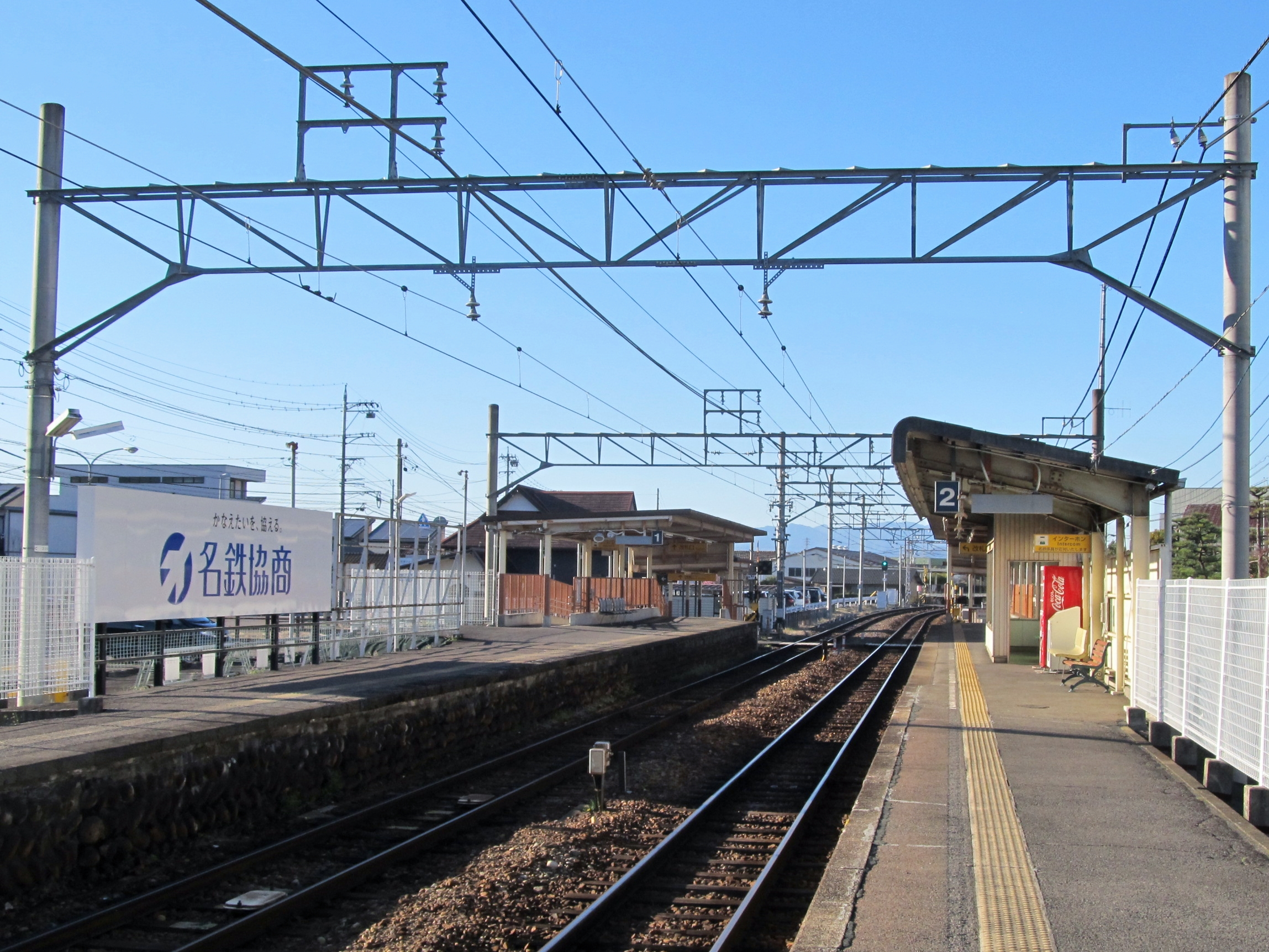
月台（2023年3月）

## 歷史

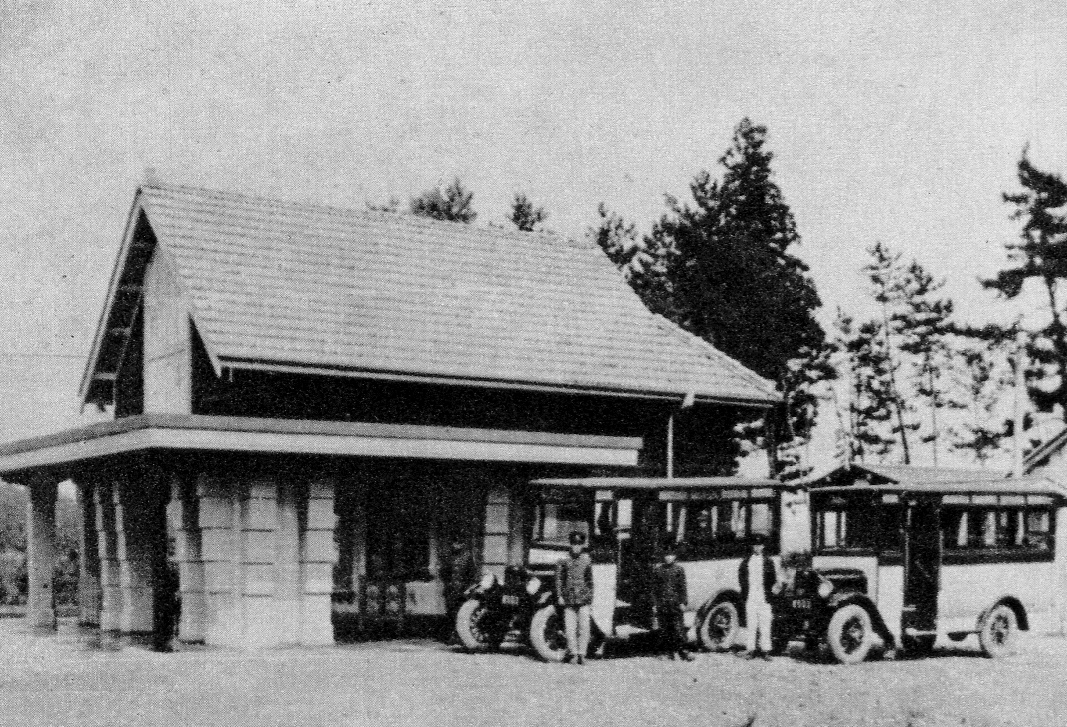
萊茵遊園站（1928年）

- 1925年（大正14年）4月24日 - 名古屋鐵道今渡線犬山口站至今渡站之間開通，此站啟用，初時名為萊茵遊園站。
- 1928年（昭和3年） - 車站前至日本萊茵下遊乘船處之間的巴士路線開業。為名古屋鐵道首條直營巴士路線。
- 1943年（昭和18年）11月1日 - 車站改名為土田站（日语：／）。
- 1949年（昭和24年）12月1日 - 車站再次改名為萊茵遊園站。
- 1969年（昭和44年）11月10日 - 車站改名為可兒川站。
- 1982年（昭和57年）11月16日 - 車站的貨物服務廢止[1]
- 2003年（平成15年）3月27日 - 實施時間表修正（日语：1987年から2004年までの名古屋鉄道ダイヤ改正#2003年3月27日改正），成為特急停車站[2]。
- 2007年（平成19年）
  - 8月2日 - 成為無人車站[3]。引入車站集中管理系統（日语：駅集中管理システム）。
  - 8月8日 - 車站可以使用交通儲值卡「Trans Pass（日语：トランパス (交通プリペイドカード)）」。
- 2011年（平成23年）2月11日 - 車站可以使用「manaca」IC卡。
- 2012年（平成24年）2月29日 - 車站不可使用交通儲值卡「Trans Pass」。

## 車站構造
本站為地面車站，設有2面2線相對式月台。此站為無人車站，同時引入車站集中管理系統。站房位於新可兒方向月台的北邊。兩月台之間設有站內平交道。在新可兒一方曾設有渡線，在2008年（平成20年）尾的時間表修正中已經撒走。站内設有無障礙設施，包括兩月台設有斜道供輪椅使用者方便通過。在犬山、名古屋方向月台上設有候車室。本站也設有廁所和2台自動售票機，當中1台為觸控式屏幕及可購買μ-Ticket。
此站曾設有前往名古屋紙張（現時為大王製紙可兒工廠）的貨物專用側線。後來因貨物服務廢止而撤走。現時在平交道附近設有一小段路軌殘留在該處。
| 月台 | 路線                   | 上下行 | 方向                               |
| ---- | ---------------------- | ------ | ---------------------------------- |
| 1    | 廣見線（犬山〜新可兒） | 下行   | 新可兒方向                         |
| 2    | 廣見線（犬山〜新可兒） | 上行   | 犬山、名鐵名古屋、中部國際機場方向 |

### 配線圖
| ← 犬山、 名古屋方向 | 可兒川站 站内配線略圖 | → 新可兒方向 |
| 图例 参考文献：     |                       |              |

## 使用狀況
- 在中提及在2013年度，當時1日平均上下車人次為1,535人，在名鐵所有車站（275站）排名第197，廣見線（11站）中排名第5[9]。
- 在中提及在1992年度，當時1日平均上下車人次為1,992人，除岐阜市內線均一車費區間內各站（岐阜市內線、田神線、美濃町線徹明町站至琴塚站之間）外名鐵所有車站（342站）中排名第172，廣見線、八百津線（16站）中排名第7[10]。
- 根據「可兒市之統計」，在2017年度1日平均乘車人次為751人，以下為近年1日平均乘車人次的列表[11]：

| 年度   | 1日平均 乘車人次 |
| ------ | ---------------- |
| 2007年 | 826              |
| 2008年 | 840              |
| 2009年 | 723              |
| 2010年 | 745              |
| 2011年 | 753              |
| 2012年 | 771              |
| 2013年 | 769              |
| 2014年 | 770              |
| 2015年 | 762              |
| 2016年 | 752              |
| 2017年 | 751              |

## 車站周邊
- KYB株式會社
- 大王製紙可兒工場（舊・名古屋紙張（日语：名古屋パルプ））
- 地域醫療機能推進機構可兒東濃病院（日语：地域医療機能推進機構可児とうのう病院）（步行2分鐘）
- 土田郵局（向西北復偏北方向步行3分鐘）

## 巴士路線
- 愛愛巴士（日语：あい愛バス）「古井站-可兒川站線」
- 可兒市社區巴士（日语：可児市コミュニティバス） 「西部線」（只限星期一至六運行）[12]

## 相鄰車站
名古屋鐵道
  廣見線（犬山〜新可兒）
□μ-SKY、■特急、■普通
西可兒（HM03）－可兒川（HM04）－日本萊茵今渡（HM05）

## 外部連結
- 可兒川 - 名古屋鐵道